# Nicola Fusco
Nicola Fusco (Nápoles, 14 de agosto de 1956 in Napoli) é um matemático italiano
conhecido principalmente por suas contribuições nas áreas de cálculo variacional, teoria da regularidade de equações diferenciais parciais e teoria da simetrização. É atualmente professor da Universidade de Nápoles Federico II.
Fusco recebeu o Prêmio Renato Caccioppoli de 1994. Foi palestrante convidado do Congresso Internacional de Matemáticos em Hyderabad (2010).

## Publicações selecionadas
- Acerbi, E.; Fusco, N. "Semicontinuity problems in the Calculus of Variations" Archive for Rational Mechanics and Analysis 86 (1984)
- Haïm Brézis; Fusco, N.; Sbordone, C. "Integrability for the Jacobian of orientation preserving mappings" Journal of Functional Analysis 115 (1993)
- Fusco, N.; Pierre-Louis Lions; Sbordone, C. "Sobolev imbedding theorems in borderline cases" Proceedings of the American Mathematical Society 124 (1996)
- Luigi Ambrosio, L.; Fusco, N.; Pallara, D. "Partial regularity of free discontinuity sets"  Annali della Scuola Normale Superiore di Pisa Classe di Scienze (2) 24 (1997)
- Ambrosio, L.; Fusco, N.; Pallara, D. Functions of bounded variation and free discontinuity problems. Oxford Mathematical Monographs. The Clarendon Press, Oxford University Press, New York (2000)
- Irene Fonseca; Fusco, N.; Paolo Marcellini; "On the total variation of the Jacobian" Journal of Functional Analysis 207 (2004)
- Chlebik, M.; Cianchi, A.; Fusco, N. "The perimeter inequality under Steiner symmetrization: cases of equality"  Annals of Mathematics (2) 162 (2005)
- Fusco, N.; Maggi, F.; Pratelli, A. "The sharp quantitave isoperimetric inequality" Annals of Mathematics (2) 168 (2008)